# Raphael Bousso
Raphael Bousso (1971 ou 1972) é um físico e teórico das cordas.
Bousso obteve um doutorado em 1997 na Universidade de Cambridge (St John’s College), orientado por Stephen Hawking, com a tese "Pair creation of black holes in cosmology". No pós-doutorado esteve na Universidade Stanford e no Instituto Kavli de Física Teórica em Santa Bárbara, Califórnia. É professor da Universidade da Califórnia em Berkeley.

## Obras
- The holographic principle. In: Reviews of Modern Physics. Volume 74, 2002, p. 825-874, Arxiv
- com Joseph Polchinski: The string theory landscape. In: Scientific American. Volume 291, September 2004, p. 60–69
- Holographic Probabilities in Eternal Inflation. In: Physical Review Letters. Volume 97, 2006, p. 191302, Arxiv
- The Cosmological Constant Problem, Dark Energy, and the Landscape of String Theory. In: Subnuclear Physics: Past, Present and Future. Pontificial Academy of Sciences, Vatican (outubro de 2011), Arxiv
- com Ben Freivogel, Stefan Leichenauer, Vladimir Rosenhaus: A geometric solution to the coincidence problem, and the size of the landscape as the origin of hierarchy. In: Physical Review Letters. Volume 106, 2011, p. 101301, Arxiv
- Frozen Vacuum. In: Physical Review Letters. Volume 112, 2014, p. 041102, Arxiv
- TASI Lectures on the cosmological constant. 2007, Arxiv
- com Ben Freivogel, I-Sheng Yang: Eternal inflation, the inside story. In: Physical Review D. Volume 74, 2006, 103516, Arxiv
- com Ben Freivogel, Stefan Leichenauer, Vladimir Rosenhaus: Eternal inflation predicts that time will end. In: Physical Review D. Volume 83, 2011, 023525, Arxiv